# 고성 송계리 이씨고가
고성 송계리 이씨고가(固城 松溪里 李氏古家)는 대한민국 경상남도 고성군 대가면에 있는 건축물이다. 1986년 8월 6일 경상남도의 문화재자료 제162호로 지정되었다.

## 현지 안내문
세운 시기를 정확하게 알 수 없으나 기록에 따르면 약 90여년 전에 지은 것으로 추정한다. 건물은 안채, 사랑채, 곳간채, 헛간채, 솟을대문 등으로 구성되어 있다.
안채는 앞면 6칸·옆면 2칸 규모이며 지붕은 옆면에서 볼 때 여덟 팔(八)자 모양의 팔작지붕이다. 사랑채는 앞면 5칸·옆면 2칸 규모로 지붕은 팔작지붕으로 꾸몄다. 곳간채와 헛간채는 앞면 5칸·옆면 2칸 크기인데 헛간채는 방앗간과 창고를 겸하고 있다.

## 참고 자료
- 고성 송계리 이씨고가 - 국가유산청 국가유산포털